# 어선

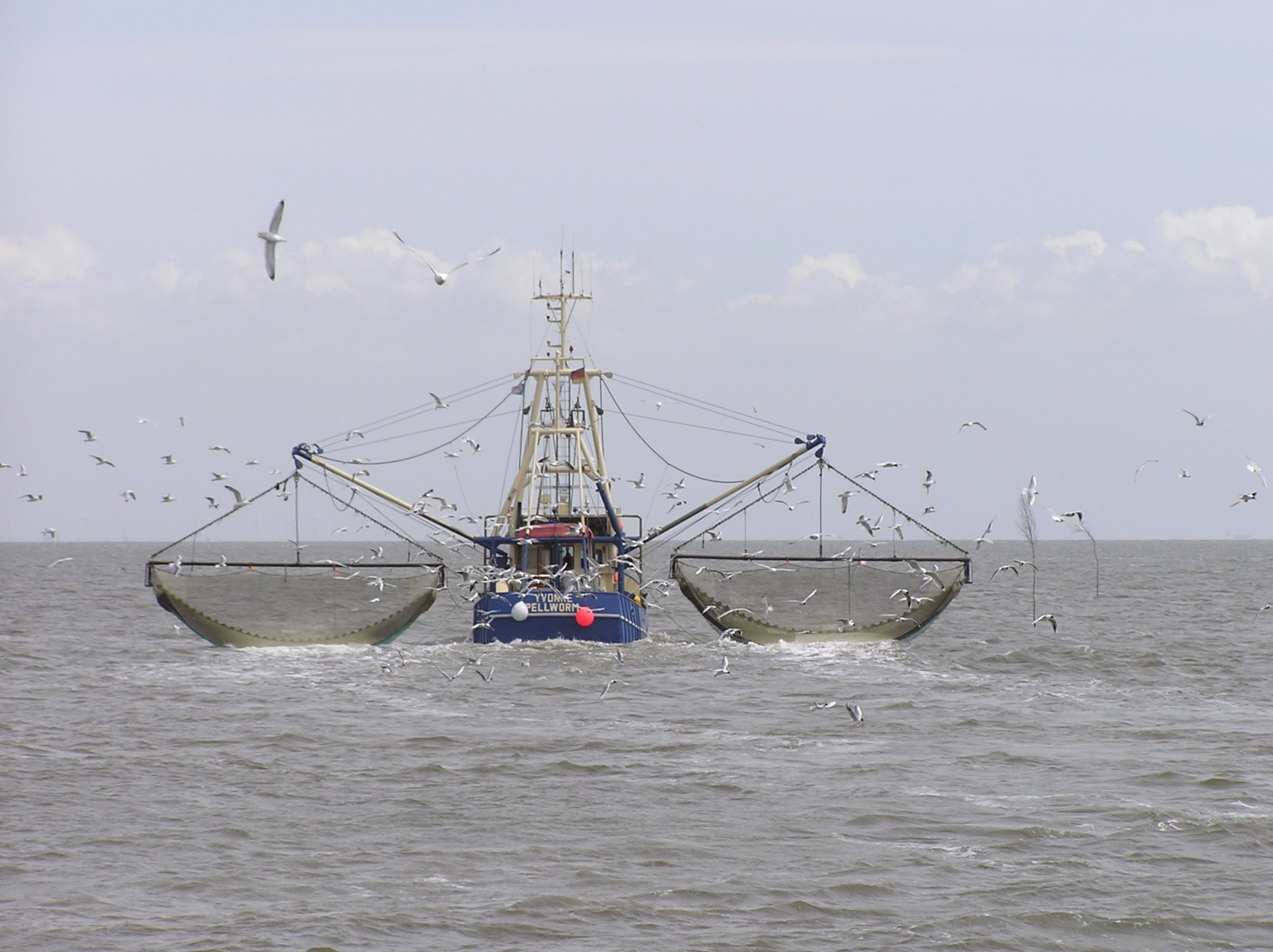
북 프리슬란드 섬을 출항, 북해에서 조업하는 게잡이 어선

어선(漁船), 고깃배 또는 고기잡이배는 바다나 호수, 강에서 고기를 잡는데 쓰이는 배를 말한다. 어로선(漁撈船), 엽선(獵船)이라는 말도 통용한다. 수많은 종류의 배들이 상업, 레크리에이션, 생계(살림) 등을 위해 쓰인다. 국제 연합 식량 농업 기구에 따르면 2004년 기준으로 400백만 척이 넘는 상업용 어선이 있다.
원양 어선은 먼 바다에서 어업을 하기에 알맞도록 설비를 갖춘 배를 말하며 근해 어선(연안 어선)은 바닷가에서 멀지 않은 가까운 바다에서 어업을 하는 배를 의미한다.

## 특징
어선은 소형이지만, 고기를 잡기 위하여 원양의 거친 바다에서 조업하지 않으면 안 된다. 그 때문에, 구조가 견고하고, 파도를 타고 넘기 쉬운 스마트한 선형으로 되어 있으며, 고속을 얻기 위하여 비교적 주기관의 마력도 크다. 또한 항해와 더불어 어장(漁場)에서 조업을 하므로 각기 적합한 어구(漁具)를 구비하며, 승무원의 수도 많다.

## 같이 보기
- 선박